# Adad-sululi
Adad-sululi ist der Name eines altassyrischen Händlers, der im kappadokischen kārum Kaneš tätig war. Dort, in der Unterstadt des Fundortes Kültepe, wurde im 19. Jahrhundert sein Archiv, das mit dem Archiv des Aššur-idi zusammengeführt wurde, ausgegraben.